# Chiesa di San Ludovico (Camerata Cornello)
La chiesa di San Ludovico è un luogo di culto cattolico, di Bretto borgo di Camerata Cornello in alta val Brembana, in provincia e diocesi di Bergamo ed è intitolato a san Ludovico di Tolosa. Conserva affreschi risalenti al XVI secolo. La chiesa fu oggetto di un importante restauro nel 2007 che ha ridato luce ad affreschi di notevole interesse, tra i quali, quello raffigurante Torquato Tasso con la corona d'alloro.

## Storia
La storia della chiesa segue quella dell'importante famiglia Tasso, ramo di Bretto che ne godeva del giuspatronato. Questo ramo  famiglia si era staccato da quello di Cornello dei Tasso nel Trecento. Fu Guarisco Tasso detto il Rosso a edificare una prima cappella di piccole dimensioni che era posta a metà strada tra le due parti del borgo, quindi che doveva servire sia Bretto nella parte alta che in quella inferiore.
Il borgo, ormai quasi disabitato, ospita anche l'antico palazzo di famiglia. I Tasso abitarono la località fin dal Trecento, spostandosi poi sia a Bergamo, che a Venezia e a Roma con Domenico dedicandosi alla gestione delle comunicazioni postali, e il palazzo del borgo, divenne luogo di riposo e di villeggiatura estiva. Fu il canonico Luigi Tasso nel Seicento a ritornare a Bretto e a lui si deve la cura e l'affrescatura del piccolo edificio di culto. La chiesa risulta essere presente già nel XIV secolo.
La prima citazione della chiesa è negli atti della visita pastorale di Pietro Lippomano del 1536:sub titulo S.ti Alousij in Bretis, in qua aliquando infra annum celebratur, dato confermato dagli atti della visita di Vittore Soranzo del 1548 e nel 1567 dal vescovo Federico Cornaro: nella contrada di Bretto vi è una simile cappella di S. Aloysio alla quale spesse volte se gli celebra messa, et quasi una volta la settimana, per il detto parroco, il documento descrive la chiesa ben tenuta e conservata.
L'edificio risulta inserito negli atti della visita pastorale di san Carlo Borromeo del 1575, rappresentato dal canonico Francesco Porro, come sussidiario di quello intitolato a Santa Maria Assunta di Camerate Cornello facente parte della pieve di Dossena.
I riferimenti alla chiesa conservati nel libro Liber Mortuorum della parrocchia di Camerata Cornello permetto di determinare la datazione dei lavori di ampliamento dell'edificio. Il testo riporta la sepoltura di quattro persone decedute durante la peste del 1630. Le disposizioni d'emergenza necessaria nel tempo di pandemia, autorizzarono la sepoltura anche nei campi posti in prossimità delle chiese. Risulta indicata la sepoltura presso la chiesa di San Ludovico di ben quattro persone tutte decedute a causa della peste tra il 9 e l'11 luglio del 1630. Sono stati infatti rinvenuti resti sotto la pavimentazione probabilmente di Maria moglie di Giovan Maria Giupponi Brisighelli, che fu poi oggetto di risistemazione postuma in quanto i resti sono stati rinvenuti disaggregati. Quindi i lavori furono eseguiti dal canonico Luigi Tasso in epoca successiva alla peste.
La famiglia Tasso cedette il giuspatronato e la proprietà alle famiglie Boffelli e Sonzogni i 29 gennaio 1791, che le passarono alla parrocchia di Camerate Cornello.
I primi lavori di restauro e di ricerca del 2002 sulla famiglia permisero il ritrovamento della prima datazione degli affreschi posti nella zona del presbiterio al 1504 a opera del pittore de Averaria probabilmente Angelo Baschenis della famiglia Baschenis di Averara.

## Descrizione
(Donato Calvi Effemeride sagroprofana di quanto sia successo in Bergamo, sua Diocese et Territorio)
La chiesa, di piccole dimensioni, con il classico orientamento est-ovest, è posta in una zona isolata nel mezzo di un pascolo montano, tra le due località: Bretto Basso e Alto.
La facciata a capanna in muratura intonacata dalle semplici forme, ha l'ingresso centrale a sesto acuto con contorno in pietra, e due aperture quadrate laterali sempre complete di contorno in pietra e di inferriate. Completa la facciata un'apertura ad arco.
L'interno è a unica navata con il presbiterio di misure inferiori dell'aula, ma sul medesimo livello, ha il soffitto da volta a botte ed è completamente affrescato. La zona presbiteriale, ha due aperture laterali che collegano con il campanile e il locale sagrestia. L'altare maggiore era completo della pala raffigurante san Ludovico da Tolosa in abito da vescovo con la pastorale, realizzata su commissione della famiglia Tasso ne 1618 e poi conservata nella parrocchiale di Cornate Cornello.

### Affreschi
La chiesa fu oggetto di un importante lavoro di restauro e di recupero che portò a non poche scoperte che erano rimaste per secoli sconosciute.

I lavori di restauro iniziarono nel 2007 per volontà del parroco don Luca Sonzogni che vedeva gravemente deteriorarsi gli arredi della chiesa. Fu grande sorpresa per tutti però, alla rimozione dell'ancona raffigurante san Ludovico di Tolosa posta sulla parete di fondo, il 27 marzo, la scoperta di nuovi affreschi di cui nessuno era a conoscenza. Questi sono posti su due ordini: nell'ordine inferiore, nella parte centrale vi è dipinta la Trinità alla cui destra stanno le immagini di san Ludovico che indossa gli abiti da vescovo mentre alla sinistra un santo in trono.

Tra il primo e il secondo ordine vi è una scritta con il nome del personaggio committente, tra i più importanti del ramo di Bretto, che aveva lasciato disposizione testamentaria per la loro esecuzione il 23 agosto 1504: Guarisco fu Bono Tasso. La datazione corrisponde a quella di tutti gli affreschi della zona presbiteriale.

L'ordine superiore presenta nella parte centrale una Crocifissione con Maria Maddalena, a sinistra Madonna in trono col Bambino e a destra un santo in trono non identificabile.
La piccola chiesa nascondeva però molte sorprese. Durante i restauri, dopo la rimozione dei banchi, sono tornate alla luce le parti inferiori degli affreschi presenti sul lato a destra della navata. Da destra sono quindi visibili: San Sebastiano, Madonna del latte san Bartolomeo apostolo e posto sul livello inferiore un offerente in preghiera. Nei successivi lavori di restauro riprese luce un importante affresco raffigurante il poeta Torquato Tasso con la scritta Memoria admirationis Torquati Tassis. Probabilmente don Luigi Tasso, quando con i fratelli fece eseguire lavori di ammodernamento dell'edificio, a fianco dell'altare, poi rimosso, dedicato a sant'Alessandro in memoria del padre Giovanni Battista, proprio per commemorare anche il poeta ne fece realizzare il ritratto. Sull'altro lato dell'altare risulta vi fosse la presenza di un altro dipinto raffigurate verosimilmente il padre del poeta Bernardo Tasso. Il 29 ottobre fu rimosso poi l'altare maggiore, riprese forma l'antico altare, che era stato indicato negli atti della visita pastorale del 1575, avente le medesime caratteristiche degli affreschi. Alcune parti però furono rimosse per poter aprile le porte che conducono nella torre campanaria e della sagrestia. Sulla parete di fondo furono poi descialbati due affreschi raffiguranti lo stemma del vescovo di Capodistria Bartolomeo da Sonica, come indicato dalla scritta, e quello di un prelato vescovo forse Luigi Tasso.
I lavori di restauro ripresero nel 2008 sulla parte esterna dell'edificio. Sul lato meridionale hanno ripreso luce scialbi di un affresco raffigurante la Madonna in trono con san Rocco, a fianco sono visibili due stemmi della famiglia Tasso: il tasso, il corno e l'aquila imperiale con l'aggiunta di una torre. Il blasone rappresenta la parte principesca della famiglia quello che aveva ricevuto il titolo nobile per i servizi postali alla corte di Asburgo.